# Лесна (Пољска)
Лесна (пољ. Leśna) град је у Пољској у Војводству доњошлеском. По подацима из 2012. године број становника у месту је био 4.703.

## Становништво
| 2012. |
| ----- |
| 4.703 |